# Lixheim
Lixheim – miejscowość i gmina we Francji, w regionie Grand Est, w departamencie Mozela.
Według danych na rok 1990 gminę zamieszkiwało 527 osób, a gęstość zaludnienia wynosiła 133 osób/km² (wśród 2335 gmin Lotaryngii Lixheim plasuje się na 572. miejscu pod względem liczby ludności, natomiast pod względem powierzchni na miejscu 1098.).